# Luc Vander Meeren
Luc Vander Meeren (30 augustus 1960) is een Vlaamse politicus voor Open Vld. Hij is burgemeester van Wortegem-Petegem.

## Biografie
Vander Meeren is jurist en beroepsmatig is hij beheerder en syndicus van appartementsgebouwen. Hij woont in deelgemeente Elsegem. 
Na de gemeenteraadsverkiezingen van 8 oktober 2006 werd er klacht ingediend tegen Veerle Nachtegaele. Na het arrest van de Raad van State over kiesfraude gepleegd door Veerle Nachtegaele (Open Vld) werden er nieuwe verkiezingen uitgeschreven op 22 april 2007 en die werden overtuigend met absolute meerderheid gewonnen door Open Vld Wortegem-Petegem. Hierna werd de voordracht van Veerle Nachtegaele als burgemeester geweigerd door de Open-VLD-minister Marino Keulen en de Open Vld Wortegem-Petegem droeg Vander Meeren voor als burgemeester. Vander Meeren werd zo in 2007 burgemeester van Wortegem-Petegem. Ondertussen liep nog steeds een strafrechtelijk onderzoek tegen zowel Dr. Veerle Nachtegaele als OCMW-voorzitter Dr. Kurt Fonteyne (Open Vld), onder andere wegens valsheid in geschriften gepleegd in de periode van de verkiezingen van 2006.
Vander Meeren werd in 2012 herverkozen met 1494 voorkeurstemmen.